# Maratona (Attica)
Maratona (in greco Μαραθώνας?, Marathónas e in greco antico: Μαραθών?, Marathṓn) è un comune della Grecia situato nella periferia dell'Attica (unità periferica dell'Attica Orientale) con una popolazione di 23 974 abitanti secondo i dati del censimento 2001, già importante nell'antichità e sito della celebre battaglia di Maratona del 490 a.C.

## Etimologia
Il nome rimanda etimologicamente al finocchio, più propriamente all'Anethum graveolens o aneto,pianta largamente diffusa nella piana di Maratona e chiamata in greco antico: μάραθον o μάραθος?: letteralmente il nome della città significherebbe quindi luogo pieno di finocchi.

## Storia

### Storia antica

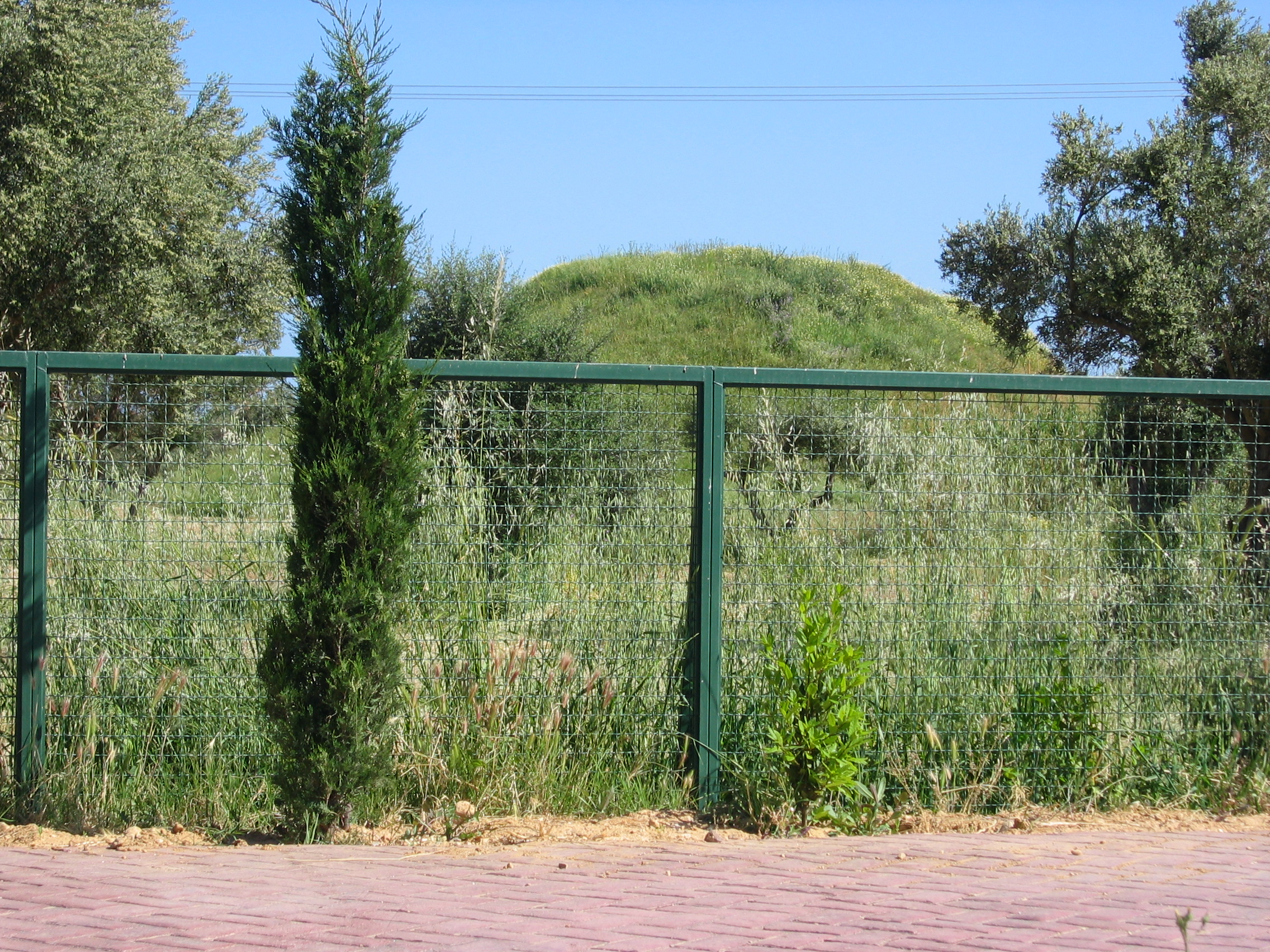
La collina dove furono seppelliti i corpi degli Ateniesi caduti in battaglia.

Il demo di Maratona era stato costituito sulla base di una delle città della tetrapoli, fondata secondo la leggenda sotto Cecrope; Pisistrato effettuò il suo secondo tentativo di presa del potere marciando da Maratona ad Atene.
L'antica piana di Maratona fu sito della celebre battaglia di Maratona combattuta nel 490 a.C. durante la prima guerra persiana: in tale battaglia le poche unità radunate da Ateniesi e Plateesi riuscirono a sconfiggere l'esercito di Dario I, probabilmente in superiorità numerica. A memoria di quel celebre fatto rimane il tumulo eretto subito dopo la battaglia sotto il quale furono sepolti i morti Ateniesi, 192 secondo la tradizione, circondato da un parco e contraddistinto dalla presenza di una lapide commemorativa.
Gli Ateniesi furono costretti a effettuare un precipitoso ritorno in città poiché i Persiani, secondo alcune voci avvertiti dagli Alcmeonidi, vi si stavano dirigendo via mare. Arrivati gli Ateniesi in città, i Persiani rinunciarono all'attacco, facendo ritorno in Asia.
Sembra che all'epoca di Plinio il Vecchio il villaggio di Maratona fosse scomparso.

### Storia moderna
Thomas Chase e Robert Hichens testimoniarono che tra il XIX e il XX secolo il centro urbano venne abitato da popolazione di etnia albanese.
Nel 1926, l'azienda americana ULEN iniziò la costruzione della diga in una valle sopra Maratona, al fine di garantire l'approvvigionamento idrico di Atene; quest'opera fu conclusa nel 1929 con la sommersione di 10 km² di foreste, la cui area ospita oggi il lago artificiale di Maratona.
Il centro di Maratona è importante anche per le attività sportive che vi si sono svolte nel corso dei giochi della I Olimpiade e della XXVIII Olimpiade: nella prima occasione è stato il luogo di partenza per la maratona maschile, nella seconda il luogo di partenza per la maratona maschile, femminile e il centro per il canottaggio. Apprezzata dal turismo soprattutto ateniese la costa con spiagge curate, grandi pinete e porticcioli turistici. La zona di Maratona è anche a rischio del fenomeno del Flash flood, ossia la caduta di una grande quantità di acqua in poco tempo, con gravi risvolti: ciò è collegato anche alla deforestazione dell'area limitrofa.
A seguito della riforma amministrativa detta piano Kallikratis in vigore dal gennaio 2011 che ha abolito le prefetture e accorpato numerosi comuni, la superficie del comune è ora di 223 km² e la popolazione è passata da 8 883 a 23 974 abitanti. Maratona ha inglobato Grammatiko, Nea Makri e Varnava. Altri piccoli insediamenti sul territorio comunale sono Agios Panteleimonas (con popolazione di 1 591 unità), Kato Souli (con popolazione di 2 142 unità), Vranas (con popolazione di 1 082 unità), Avra (con popolazione di 191 unità), Vothon (con popolazione di 177 unità), Ano Souli (con popolazione di 232 unità) e Schinias (con popolazione di 264 unità).

## La corsa della maratona

### La leggenda di Fidippide

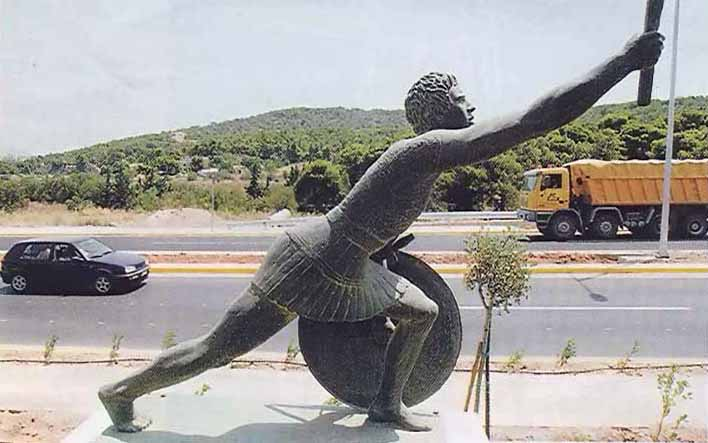
Statua di Fidippide a Maratona.

Secondo quanto riferito da Erodoto, un emerodromo ateniese di nome Fidippide fu mandato da Atene a Sparta per chiedere appoggio in vista della battaglia coi Persiani e percorse questo tragitto di più di 225 km in un solo giorno.
La leggenda più nota successivamente, quella della corsa di Filippide da Maratona ad Atene, non fu però opera di Erodoto, ma comparve per la prima volta in un'opera di Plutarco composta nel I secolo, Sulla gloria degli Ateniesi. In essa Plutarco afferma che un emerodromo in armatura completa sarebbe corso da Maratona sino ad Atene, avrebbe pronunciato la celebre frase "abbiamo vinto" (in greco antico: Νενικήκαμεν?, Nenikèkamen) e sarebbe poi morto per lo sforzo; secondo Plutarco lo storico Eraclide Pontico chiamava questo leggendario emerodromo Tersippo, mentre la maggior parte degli storici lo chiamava Eucle.
Luciano di Samosata, scrittore e retore di origine siriana vissuto durante il II secolo d.C., riporta la stessa leggenda, attestando però come il nome del corridore non fosse Eucle, bensì Filippide. Tale nome viene ripreso anche nella tradizione medievale, che lo preferisce a Fidippide, anche se quest'ultima dicitura è comunque la più diffusa nelle opere contemporanee.

### La maratona moderna

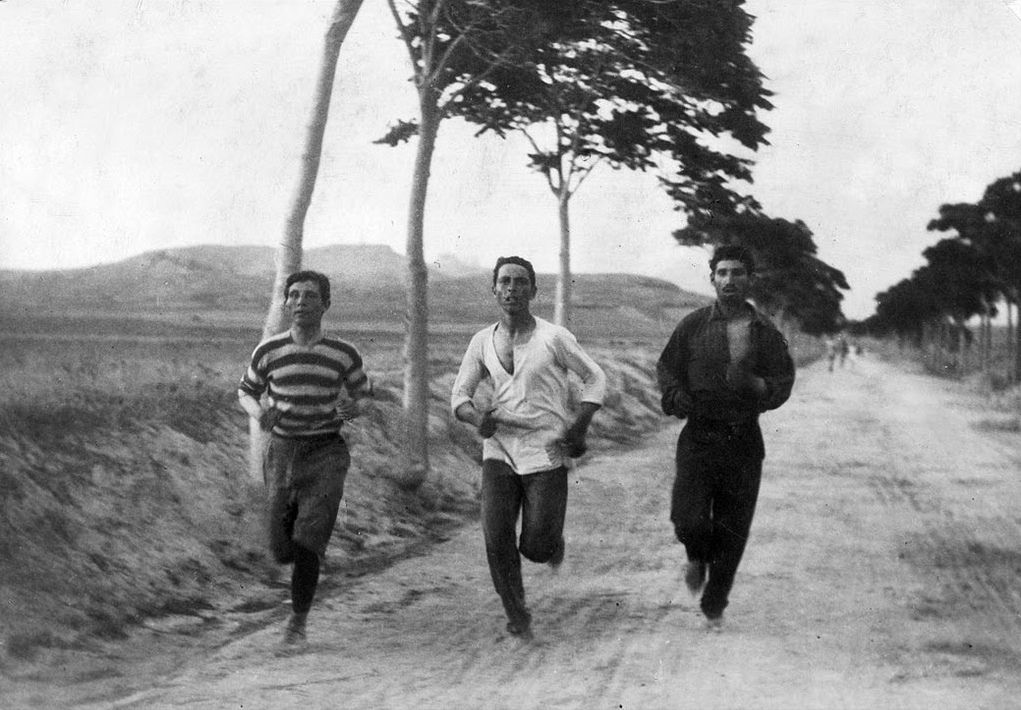
La maratona durante la Prima Olimpiade.

Verso la fine del XIX secolo si concretizzò l'idea di dare vita a dei nuovi Giochi olimpici: tale proposta venne avanzata da Pierre de Coubertin. Quando si cercò una manifestazione che potesse richiamare l'antica gloria della Grecia, la scelta cadde sulla corsa della maratona, che era stata proposta da Michel Bréal. Anche il fondatore appoggiò tale scelta, che vide la luce durante la prima olimpiade moderna, che si tenne ad Atene nel 1896.
Nella necessità di stabilire una distanza standard da percorrere durante la gara, si decise di fare riferimento alla leggenda di Fidippide. I maratoneti dovettero perciò correre da Maratona allo stadio Panathinaikos di Atene (per una distanza di circa 40 chilometri), e la prima edizione venne vinta proprio da un greco, Spyridōn Louīs. L'evento divenne ben presto largamente popolare e molte città cominciarono ad organizzarne di annuali. La distanza venne fissata ufficialmente a 42 chilometri e 195 metri successivamente, nel 1921.